# Nevio Giuliani
Nevio Giuliani (30 agosto 1958) è un allenatore di pallacanestro italiano.
È stato allenatore-team leader della Nazionale italiana 3x3 al Mondiali e agli Europei 2014.